# Torino '81
L'Associazione Sportiva Dilettantistica Torino '81 è una società di pallanuoto italiana fondata a Torino nel 1981.

## Storia
Affliata alla Federazione Italiana Nuoto dal 1 gennaio 1924 ha cambiato varie volte denominazione sociale. Nel 1980 la Fiat decise di disimpegnarsi dall'attività sportiva chiudendo alcune discipline quali ad esempio pallacanestro maschile e femminile, atletica leggera, ciclismo e pallanuoto. Fu in quel momento che gli allenatori Capobianco e Aversa rilevarono l'attività e fondarono la nuova società denominandola Torino '81. Era il 31 gennaio 1981. Dal 2007 milita in Serie A2 partecipando sovente alle semifinale playoff per la promozione in Serie A1. Ci riesce nel campionato 2010/2011 quando si classifica seconda nel suo girone, guadagnandosi il diritto alla semifinale playoff per la terza volta negli ultimi quattro anni, dopo una rimonta nelle ultime giornate di campionato. Nella semifinale si impone sul Civitavecchia (2 vittorie su 3). Nel 2016 vince la finale play off ai danni della squadra Roma che batte in trasferta al Foro Italico in gara 3 ai rigori grazie alla parata all'ultimo del portiere Rolle. Erano 35 anni che la squadra piemontese non tornava in A1. Gli incontri li disputa presso la piscina Stadio Monumentale di Torino.

## Rosa 2024-2025
| N° |                   | Ruolo | Giocatore          |
| -- | ----------------- | ----- | ------------------ |
|    | Italia (bandiera) | P     | Matteo Aldi        |
|    | Italia (bandiera) | P     | Giorgio Costantini |
|    | Italia (bandiera) | D     | Fabio Gattarossa   |
|    | Italia (bandiera) | D     | Andrea Maffè       |
|    | Italia (bandiera) |       | Gabriele Ermondi   |
|    | Italia (bandiera) | A     | Giacomo Novara     |
|    | Italia (bandiera) | A     | Jacopo Colombo     |

| N° |                    | Ruolo | Giocatore        |
| -- | ------------------ | ----- | ---------------- |
|    | Italia (bandiera)  | A     | Nicola Tononi    |
|    | Italia (bandiera)  | CB    | Sergio Oggero    |
|    | Italia (bandiera)  | CB    | Marco Costa      |
|    | Italia (bandiera)  | CB    | Ettore Novara    |
|    | Italia (bandiera)  | CV    | Emanuele Azzi    |
|    | Croazia (bandiera) | CV    | Vinko Lisica     |
|    | Italia (bandiera)  | D     | Cristian Gandini |

| Allenatore: | Simone Aversa |